# Alecu Ioan Sion
Alecu Ioan Sion, romunski general, * 28. september 1890, † 24. november 1942.